# Calocerus
Calocerus († um 121) war ein früher Bischof von Ravenna.
Calocerus soll griechischer Herkunft gewesen sein und war möglicherweise als Soldat in Brescia stationiert. Bischof Apollinaris soll ihn zum Christentum bekehrt und zum Priester geweiht haben. Er wurde schließlich vierter Nachfolger des Apollinaris im Bischofsamt und soll in hohem Alter von 100 Jahren unter Kaiser Hadrian als Märtyrer gestorben sein, wobei seine Leidensgeschichte mit der von Faustinus und Jovita in Verbindung gebracht wird.
Calocerus wird als Heiliger verehrt. Sein Gedenktag ist der 11. Februar.